# Uma Escolinha Muito Louca
Uma Escolinha Muito Louca foi um programa humorístico exibido pela Rede Bandeirantes de 15 de dezembro de 2008 até 2 de maio de 2010, no horário das 20h15min. A partir do dia 30 de outubro de 2009 o programa começou a ser exibido apenas as sextas-feiras a partir das 22h15, e no dia 17 de janeiro de 2010 foi exibido a partir das 12h, também sendo exibido aos domingos. O programa foi também reexibido pelo canal pago TBS Brasil desde o dia 5 de setembro de 2016. O formato da atração é semelhante ao da Escolinha do Professor Raimundo, exibida na Globo, Escolinha do Barulho, da Record e da Escolinha do Golias, do SBT.

## Sinopse
O cantor Sidney Magal assume o papel do professor que tenta colocar ordem na classe. Só Uma Escolinha muito Louca poderia reunir 24 alunos tão diferentes. Orival Pessini interpretava Ranulpho Pereira, um aposentado muito inteligente que reclama das condições de vida do aposentado de uma forma muito engraçada. Ainda entre os tipos mais variados dessa divertida escolinha estão Nóia Pinóia, malandro estranho com pinta de bandido; Amado Severo, um nordestino valentão; Chekyn No Moon, um oriental que vende produtos "genéricos"; Elvira Alfacinha, uma portuguesa esperta e Aurélio Junior, o aluno sabe-tudo da classe.

## Elenco
| Ator               | Personagem         |
| ------------------ | ------------------ |
| Sidney Magal       | Professor Magal    |
| Mariana Xavier     | Silvinha Sexy      |
| Adriana Bombom     | Ana Balanço        |
| Mateus Carrieri    | Raul Pitbull       |
| Márcio Ribeiro     | Hugo Motorista     |
| Thatiana Pagung    | Luana Baiana       |
| Leonardo Cortez    | Homero Ponta       |
| César Macedo       | Eugênio            |
| Ricardo Côrte Real | Nepotônio Sobrinho |
| Orival Pessini     | Ranulpho Pereira   |
| Iran Lima          | Cândido Manso      |
| Márcia Kaplun      | Krika Telé         |
| Wesley Crespo      | Nóia Pinóia        |
| Fausto Kendi       | Chekyn No Moon     |
| Pâmela Côto        | Elvira Alfacinha   |
| Carol Rios         | Dona Flor          |
| Camila Navarro     | Paty Patricinha    |
| Kiko Bertholini    | Júlio Fashion      |
| Camila Silva       | Sandra             |
| Rosana Di Trajano  | Sandra             |
| Renata Takahashi   | Rosa               |
| Déborah Ascenção   | Madalena           |
| Luziane Baierle    | Sarita Sarada      |
| Cláudio Campos     | MC Choppão         |
| Kaká de Lyma       | Amado Severo       |
| Rafa Mello         | Aurélio Jr.        |
| Murillo Flores     | Diego Varejon      |
| Lígia Pessoto      | Dona Biju          |
| Priscila Menucci   | Dona Nica          |
| Micley Queiroz     | Eloy Motoboy       |
| Nicolás Monasterio | Juan Maradin       |
| Lola Melnick       | Lola Mello         |

### Participações especiais
| Ator               | Personagem      |
| ------------------ | --------------- |
| Eduardo Martini    | Neide Boa Sorte |
| Jorge Loredo       | Zé Bonitinho    |
| Neto               | Ele mesmo       |
| Renata Fan         | Ela mesma       |
| Otávio Mesquita    | Ele mesmo       |
| Dudu Nobre         | Ele mesmo       |
| Daniel Bork        | Ele mesmo       |
| Raul Gil           | Ele mesmo       |
| Patricia Maldonado | Ela mesma       |

## Trilha sonora

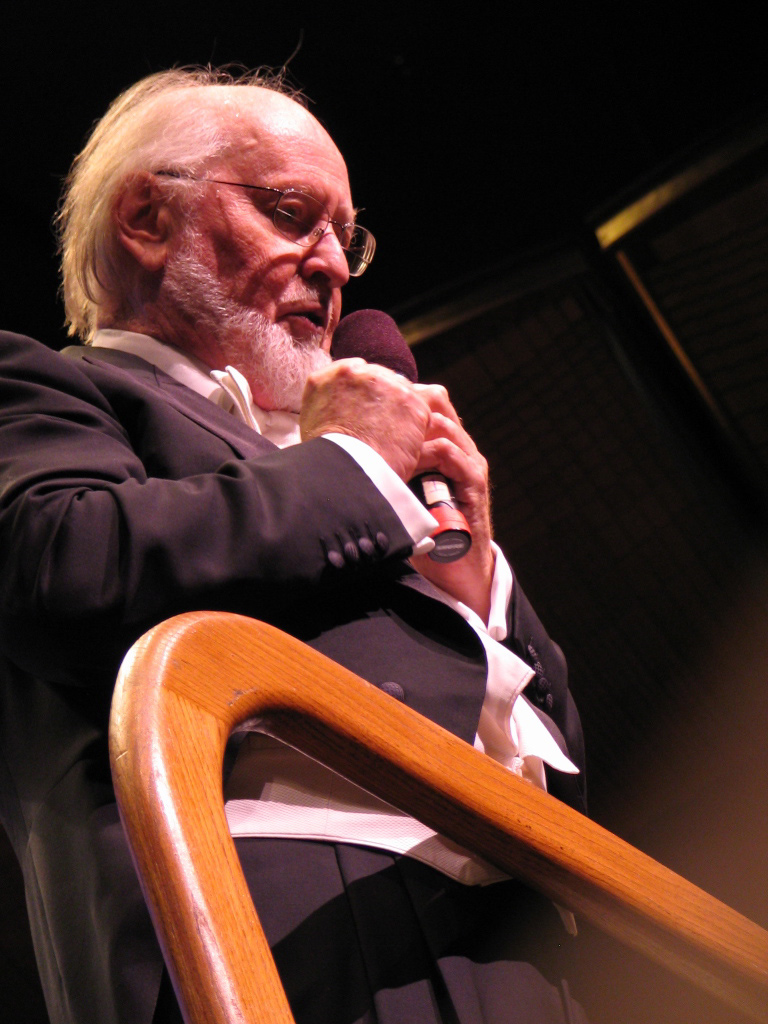
Jaws, de John Williams, era o tema de Dona Nica.

1. Jaws - John Williams (tema de Dona Nica);
2. Ore ga Seigi da! Juspion - Ai Takano (tema do Chekyn No Moon de super herói);
3. Bad - Michael Jackson (homenagem ao "Rei do Pop");
4. We Are The Champions - Queen;
5. Mc Pirata - Eduardo Oliveira, Josimar Ribeiro e Claudio Campos;
6. Vira-Vira (instrumental) - Roberto Leal e Mamonas Assassinas (tema de Elvira Alfacinha);
7. Sandra Rosa Madalena - Sidney Magal (Tema de Sandra, Rosa e Madalena);
8. I Will Always Love You - Whitney Houston (Tema de Raul Pitbull).

## Audiência
- A primeira exibição rendeu ótima audiência à Band. Rendeu 6 pontos de média, garantindo a terceira colocação e desbancando programas como o de Hebe Camargo.[1]

## Equipe Técnica

### Direção
- Valdemyr Fernandes
- Jacques Lagoa

### Produtores
- Eduardo Accioly
- Júlia Cury
- Lígia Cilli
- Thalita Felisardo
- Rodrigo Alves

### Produção de Elenco
- Delvair Thomazelli

### Autores
- Adib Salomão
- Cláudio Longo
- Mestre José Sampaio
- Papa Camargo
- Pedro Faria
- Teresa Juliano
- Paulo Fernando Mello

### Pós-Produção
- Alexandre Freitas
- Fábio Gabanelli
- Júlio de Souza
- Róbson